# Mount Faget
Mount Faget ist ein 3360 m hoher Berg im ostantarktischen Viktorialand. In den Admiralitätsbergen ragt er 6 km nordwestlich des Mount Adam auf. 
Der United States Geological Survey kartierte ihn anhand eigener Vermessungen und Luftaufnahmen der United States Navy aus den Jahren von 1960 bis 1963. Das Advisory Committee on Antarctic Names benannte ihn 1970 nach Maxime Allan Faget (1921–2004), Ingenieur bei der NASA und von 1966 bis 1967 Besucher auf der McMurdo-Station.